# 룩셈부르크 공자 프랑수아
프랑수아 앙리 루이 마리 기욤(François Henri Luis Marie Guillaume, 2023년 3월 27일 ~ )은 룩셈부르크 대공세자 기욤과 룩셈부르크 대공세자비 스테파니에서 태어난 둘째 아들이다. 앙리 대공의 손자로서 그는 룩셈부르크 왕위 계승 순위에서 3위를 차지했다.